# Centropus monachus
El cucal monje (Centropus monachus) es una especie de ave cuculiforme de la familia Cuculidae que habita en el África tropical.

## Subespecies
Se reconocen las siguientes subespecies:
- Centropus monachus fischeri
- Centropus monachus monachus